# Lista de artilheiros do Campeonato Catarinense de Futebol
Esta é uma lista de artilheiros do Campeonato Catarinense de Futebol por edição.

## Por edição
| Ano                            | Jogador              | Clube                | Gols |
| ------------------------------ | -------------------- | -------------------- | ---- |
| 1924–1928: Dados indisponíveis |                      |                      |      |
| 1929                           | Raul                 | Caxias-SC            | 3    |
| 1930                           | Periquito            | Avaí                 | 3    |
| 1931                           | Cylo                 | Caxias-SC            | 2    |
| 1931                           | Rebello              | Lauro Müller         | 2    |
| 1932: Dados indisponíveis      |                      |                      |      |
| 1934                           | Leal                 | Atlético Catarinense | 10   |
| 1935                           | Calico               | Figueirense          | 9    |
| 1936: Dados indisponíveis      |                      |                      |      |
| 1937                           | Abreu                | Pery Ferroviário     | 2    |
| 1937                           | Otto                 | Caxias-SC            | 2    |
| 1937                           | Raul                 | Caxias-SC            | 2    |
| 1938                           | Nhonhô               | São Francisco        | 5    |
| 1939                           | Neri                 | Figueirense          | 4    |
| 1940                           | Saul                 | Avaí                 | 3    |
| 1940                           | Bujão                | Ypiranga             | 3    |
| 1941                           | Nhonhô               | Caxias-SC            | 6    |
| 1942                           | Saul                 | Avaí                 | 3    |
| 1942                           | Bráulio              | Avaí                 | 3    |
| 1942                           | Foguinho             | Hercílio Luz         | 3    |
| 1942                           | Dirceu               | Carlos Renaux        | 3    |
| 1943                           | Saul                 | Avaí                 | 6    |
| 1944                           | Felipinho            | Avaí                 | 9    |
| 1944                           | Teixerinha           | Blumenau             | 9    |
| 1945                           | Saul                 | Avaí                 | 6    |
| 1947                           | Nicácio              | América-SC           | 5    |
| 1948                           | Zabot                | América-SC           | 8    |
| 1949                           | Juarez               | Olímpico             | 9    |
| 1949                           | Nicolau              | Olímpico             | 9    |
| 1950                           | Gil                  | Figueirense          | 6    |
| 1951                           | Bastinho             | América-SC           | 9    |
| 1952                           | Renê                 | América-SC           | 12   |
| 1953                           | Otávio               | Carlos Renaux        | 11   |
| 1954                           | Juarez               | Caxias-SC            | 18   |
| 1955                           | Didi                 | Caxias-SC            | 6    |
| 1956                           | Den                  | Operário             | 6    |
| 1957: Dados indisponíveis      |                      |                      |      |
| 1958                           | Pestrusky            | Carlos Renaux        | 20   |
| 1959: Dados indisponíveis      |                      |                      |      |
| 1960                           | Norberto Hoppe       | Caxias-SC            | 9    |
| 1961                           | Nilzo                | Metropol             | 11   |
| 1962–1964: Dados indisponíveis |                      |                      |      |
| 1965                           | Idésio               | Metropol             | 24   |
| 1966                           | Norberto Hoppe       | Caxias-SC            | 33   |
| 1967                           | Téquio               | Marcílio Dias        | 19   |
| 1968                           | Selmar               | Próspera             | 10   |
| 1969–1971: Dados indisponíveis |                      |                      |      |
| 1972                           | Marcos               | América-SC           | 20   |
| 1973                           | Toninho              | Avaí                 | 18   |
| 1974                           | Marcos               | Figueirense          | 13   |
| 1975                           | Juti                 | Avaí                 | 28   |
| 1976                           | Tonho                | Joinville            | 14   |
| 1976                           | Fontan               | Joinville            | 14   |
| 1977                           | Ademir               | Criciúma             | 27   |
| 1978                           | Ademir               | Criciúma             | 19   |
| 1979                           | Jorge                | Chapecoense          | 20   |
| 1980                           | Nunes                | Rio do Sul EC        | 25   |
| 1981                           | Zé Carlos Paulista   | Joinville            | 18   |
| 1982                           | Paulinho Criciúma    | Criciúma             | 18   |
| 1983                           | Albeneir             | Figueirense          | 23   |
| 1984                           | Paulinho Cascavel    | Joinville            | 27   |
| 1985                           | Jorge Veras          | Criciúma             | 21   |
| 1986                           | Wagner               | Joinville            | 16   |
| 1987                           | Ronaldo              | Chapecoense          | 16   |
| 1988                           | Joel                 | Marcílio Dias        | 18   |
| 1989                           | Nardela              | Joinville            | 19   |
| 1990                           | Soares               | Criciúma             | 14   |
| 1991                           | Toto                 | Juventus de Jaraguá  | 19   |
| 1992                           | Zé Mello             | Inter de Lages       | 16   |
| 1993                           | Severino Barbosa     | Concórdia EC         | 23   |
| 1994                           | Alaor                | Juventus de Jaraguá  | 21   |
| 1995                           | Paulo Rink           | Chapecoense          | 23   |
| 1996                           | Marcos Paulo         | Joinville            | 11   |
| 1997                           | Luiz Carlos Oliveira | Joinville            | 13   |
| 1997                           | Jacaré               | Avaí                 | 13   |
| 1998                           | Rogério              | Tubarão FC           | 16   |
| 1999                           | Genílson             | Figueirense          | 26   |
| 2000                           | Ézio                 | Figueirense          | 19   |
| 2001                           | Mahicon Librelato    | Criciúma             | 26   |
| 2002                           | Thiago Freitas       | Atlético de Ibirama  | 10   |
| 2003                           | Delmer               | Criciúma             | 10   |
| 2004                           | Ricardo              | Guarani de Palhoça   | 6    |
| 2004                           | Vicente              | Caxias-SC            | 6    |
| 2005                           | Paty                 | Atlético de Ibirama  | 9    |
| 2006                           | Cícero               | Figueirense          | 11   |
| 2007                           | Maurício             | Atlético de Ibirama  | 16   |
| 2008                           | Vandinho             | Avaí                 | 21   |
| 2009                           | Bruno Cazarine       | Chapecoense          | 17   |
| 2010                           | Willian              | Figueirense          | 13   |
| 2011                           | Lima                 | Joinville            | 17   |
| 2012                           | Aloísio              | Figueirense          | 13   |
| 2012                           | Rafael Costa         | Metropolitano        | 13   |
| 2013                           | Rafael Costa         | Metropolitano        | 12   |
| 2014                           | Régis                | Chapecoense          | 8    |
| 2015                           | Victor Rangel        | Guarani de Palhoça   | 11   |
| 2016                           | Bruno Rangel         | Chapecoense          | 10   |
| 2017                           | Jonatas Belusso      | Brusque              | 11   |
| 2017                           | Rentería             | Tubarão              | 11   |
| 2018                           | Lima                 | Hercílio Luz         | 9    |
| 2018                           | Rafael Grampola      | Joinville            | 9    |
| 2019                           | Daniel Amorim        | Avaí                 | 9    |
| 2020                           | Edu                  | Brusque              | 8    |
| 2021                           | Perotti              | Chapecoense          | 15   |
| 2022                           | Alex Sandro          | Brusque              | 10   |
| 2023                           | Fabinho              | Criciúma             | 5    |
| 2023                           | Waguininho           | Avaí                 | 5    |
| 2023                           | Adilson Bahia        | Barra-SC             | 5    |
| 2024                           | Gabriel Poveda       | Avaí                 | 8    |
| 2025                           | Mário Sérgio         | Chapecoense          | 7    |

## Por clube
| Clube                | Jogadores | Anos                                                                                  |
| -------------------- | --------- | ------------------------------------------------------------------------------------- |
| Avaí                 | 14        | 1930, 1940, 1942¹, 1942², 1943, 1944, 1945, 1973, 1975, 1997, 2008, 2019, 2023 e 2024 |
| Caxias-SC            | 10        | 1929, 1931, 1937¹, 1937², 1941, 1954, 1955, 1960, 1966 e 2004                         |
| Joinville            | 10        | 1976¹, 1976², 1981, 1984, 1986, 1989, 1997, 2011 e 2018                               |
| Figueirense          | 10        | 1935, 1939, 1950, 1974, 1983, 1999, 2000, 2006, 2010 e 2012                           |
| Criciúma             | 8         | 1977, 1978, 1982, 1985, 1990, 2001, 2003 e 2023                                       |
| Chapecoense          | 8         | 1979, 1987, 1995, 2009, 2014, 2016, 2021 e 2025                                       |
| América-SC           | 5         | 1947, 1948, 1951, 1952 e 1972                                                         |
| Atlético de Ibirama  | 3         | 2002, 2005 e 2007                                                                     |
| Brusque              | 3         | 2017, 2020 e 2022                                                                     |
| Carlos Renaux        | 3         | 1942, 1953 e 1958                                                                     |
| Hercílio Luz         | 2         | 1942 e 2018                                                                           |
| Metropolitano        | 2         | 2012 e 2013                                                                           |
| Olímpico             | 2         | 1949¹ e 1949²                                                                         |
| Guarani de Palhoça   | 2         | 2004 e 2015                                                                           |
| Juventus de Jaraguá  | 2         | 1991 e 1994                                                                           |
| Marcílio Dias        | 2         | 1967 e 1988                                                                           |
| Tubarão FC           | 1         | 1998                                                                                  |
| Tubarão              | 1         | 2017                                                                                  |
| Barra-SC             | 1         | 2023                                                                                  |
| Blumenau             | 1         | 1944                                                                                  |
| Rio do Sul EC        | 1         | 1980                                                                                  |
| Pery Ferroviário     | 1         | 1937                                                                                  |
| Inter de Lages       | 1         | 1992                                                                                  |
| Ypiranga             | 1         | 1940                                                                                  |
| São Francisco        | 1         | 1938                                                                                  |
| Lauro Müller         | 1         | 1931                                                                                  |
| Operário             | 1         | 1956                                                                                  |
| Atlético Catarinense | 1         | 1934                                                                                  |
| Concórdia EC         | 1         | 1993                                                                                  |